# Xavier Gual i Vadillo
Francesc Xavier Gual Vadillo (Barcelona, 1 d'octubre de 1973) és un escriptor i periodista català. Llicenciat en Filologia Catalana per la Universitat de Barcelona, actualment exerceix de professor de Secundària. Escriu regularment als diaris Avui, Ara i a l'emissora RAC1.

## Biografia
Va néixer a Sant Andreu de Palomar. Des de l'any 1990 fins al 2003 va viure a Barberà del Vallès i, des de llavors, a Sabadell. És llicenciat en Filologia catalana per la Universitat de Barcelona. Ha treballat fent tasques periodístiques al Maresme i com a professor de secundària al Vallès. A part d'haver escrit més de 50 llibres amb diferents gèneres.
Ha publicat el recull de contes Delirium tremens (Proa, 2001 - Premi Mercè Rodoreda, 2000) on tracta la realitat amb ironia i sarcasme. Amb la novel·la Els Tripulants (El Mèdol, 2001) va guanyar el mateix any el Premi Ribera d'Ebre de narrativa; en ella descriu sense paràgrafs la baixada als inferns dels dos pirates protagonistes, utilitzant persistentment un humor negre, agut i àcid. No va ser fins al 2006 que va veure la llum una de les seves novel·les més atrevides i trencadores: Ketchup (Columna). La crítica en va destacar el realisme dels seus personatges, uns joves cap rapats, i els diàlegs ben trobats quant al seu registre. Aquesta novel·la també ha estat traduïda al francès (2008) i a l'italià (2009). Un any després Gual guanya el premi Pere Quart d'humor i sàtira amb el seu segon recull de narracions titulat Estem en contra (La Campana, 2007), també molt valorat per la crítica. En aquest recull juga amb les situacions absurdes però també quotidianes amb un sentit de l'humor molt identificable en totes les seves obres. Ja no és fins al 2010 que publica la novel·la curta El gat que va perdre els bigotis (PAM)que ha estat pensada per aprendre català en el nivell A2 i per això inclou un CD on podem escoltar-la sencera. El 2013 Xavier Gual publica dues novel·les més. La seva primera incursió en el gènere juvenil amb El mediador (laGalera -finalista al premi Joaquim Ruyra), que segueix les petjades de Ketchup amb personatges al límit i una reinterpretació del mite de Mar i cel d'Àngel Guimerà. Posteriorment, publica Els fantasmes de Dalí (Columna). Aquesta és una de les seves obres més ambicioses, on construeix un thriller psicològic d'alta volada a partir del mite i el personatge universal de Salvador Dalí. Ja el 2014 veu la llum la seva primera novel·la de gènere negre amb Off the record (Llibres del Delicte) on una jove periodista es complica la vida quan comença a descobrir un corrupte entramat polític que afecta la vida d'un poble costaner.

## Obres

### Novel·la
- 2001: Els tripulants
- 2006: Ketchup
- 2010: El gat que va perdre els bigotis
- 2013: El mediador
- 2013: Els fantasmes de Dalí
- 2014: Off the record
- 2017: La noia de la caravana

### Narrativa
- 2001: Delirium tremens
- 2007: Estem en contra
- 2020: Copacabana
- 2021: Atrapats

## Premis literaris
- 2000: Mercè Rodoreda per Delirium tremens
- 2000: Premi Ribera d'Ebre de narrativa per Els tripulants
- 2007: Pere Quart d'humor i sàtira per Estem en contra
- 2017: Premi Ramon Muntaner de literatura juvenil per La noia de la caravana[2]